# Anton Lipošćak
Anton Lipošćak (w Polsce często pisany Antoni Liposzczak) (ur. 9 kwietnia 1863 w Székelyudvarhely/Oderhellen w Siedmiogrodzie, zm. 24 kwietnia 1924 w Wiedniu) – generał piechoty cesarskiej i królewskiej Armii, ostatni austro-węgierski generalny gubernator wojskowy w Królestwie Polskim, z siedzibą w Lublinie.

## Życiorys
Lipošćak, z pochodzenia Chorwat, urodził się w rodzinie oficerskiej (ojciec był majorem ck armii). Kształcił się w Szkole Kadetów w Wiener Neustadt i Terezjańskiej Akademii Wojskowej. Po zdaniu tam matury w 1883 został jako podporucznik przydzielony do 53 pułku piechoty. Od 1886 do 1888 uczęszczał do Szkoły Wojennej w Wiedniu, po czym otrzymał funkcję w Sztabie Generalnym. W 1892 awansował na kapitana, 20 czerwca 1905 na pułkownika. W 1905 został przydzielony do Komendy 15 Korpusu w Sarajewie na stanowisko szefa sztabu. W 1909 został szefem sztabu generalnego inspektora wojsk z siedzibą w Sarajewie, którym był wówczas generał kawalerii, arcyksiążę Eugeniusz Ferdynand Habsburg. 16 grudnia 1910 został mianowany na stopień generała majora. W 1911 roku został przeniesiony do 36 Dywizji Piechoty na stanowisko komendanta 72 Brygady Piechoty w Zagrzebiu. W 1914 został wyznaczony na stanowisko komendanta 2 Dywizji Piechoty w Jarosławiu. 9 maja 1914 został mianowany na stopień marszałka polnego porucznika. 
Na czele dywizji walczył przeciwko armii rosyjskiej podczas I wojny światowej. W czasie wojny wyróżnił się w walkach o Lublin i Kraśnik. Od czerwca 1915 do lutego 1916, w końcowej fazie ofensywy państw centralnych na froncie wschodnim, dowodził serbskochorwackojęzyczną 42 Dywizją Piechoty Honwedu (noszącą oficjalny przydomek Diabelskiej Dywizji), a w 1917 był dowódcą IX Wojskowej Grupy Operacyjnej, która walczyła na froncie rumuńskim. 17 sierpnia 1917 został mianowany na stopień generała piechoty. Po ustąpieniu gen. Stanisława Szeptyckiego ze stanowiska lubelskiego generała-gubernatora (luty 1918) na ten urząd powołano gen. Lipošćaka (marzec 1918). Zyskał sobie przychylność polskiej arystokracji jako mniej pobłażliwy wobec lewicy i Ukraińców od poprzednika. Do jego ważnych zasług należy uratowanie zamku w Piotrkowie Trybunalskim przed dewastacją przez żołnierzy c. i k. Armii i oddanie go na cele muzealne (lato 1918).
Pod koniec października 1918 austriacka administracja w Królestwie rozwiązała się i gen. Lipošćak zrezygnował 2 listopada ze stanowiska gubernatora lubelskiego. Chciał osiąść w Chorwacji, ale władze nowo powstałego Królestwa SHS internowały go w Mitrowicy jako żołnierza wrogiej armii. Po uwolnieniu z obozu Anton Lipošćak piastował funkcję prezesa Chorwackiej Kasy Oszczędności w Zagrzebiu. O jego stosunkach rodzinnych nic nie wiadomo.

## Ordery i odznaczenia
- Order Żelaznej Korony I kl. (Wielki Krzyż) z dekoracją wojenną (1918)
- Order Żelaznej Korony II kl. z dekoracją wojenną (1914)
- Order Leopolda II kl. (1909)
- Krzyż Zasługi Wojskowej I kl.
- Medal Zasługi Wojskowej na czerwonej wstędze[4]
- Odznaka za Służbę Wojskową III kl.[4]
- Medal Jubileuszowy Pamiątkowy dla Sił Zbrojnych i Żandarmerii[4]
- Krzyż Jubileuszowy Wojskowy[4]
- Medal Pamiątkowy Bośniacko-Hercegowiński[4]
- Krzyż Pamiątkowy Mobilizacji 1912–1913[4]
- Order Orła Czerwonego II kl.[5]
- Krzyż Żelazny II kl. (1914)